# Micropholcommatidae
Micropholcommatidae é uma família de aranhas araneomorfas, parte da superfamília Archaeoidea. Integra géneros endémicos da Nova Zelândia e Austrália, com excepção dos géneros Teutoniella e Tricellina que ocorrem na América do Sul (Chile e Brasil).

## Taxonomia
A família Micropholcommatidae inclui 66 espécies validamente descritas agrupadas em 19 géneros:
- Algidiella Rix & Harvey, 2010
- Austropholcomma Rix & Harvey, 2010
- Eperiella Rix & Harvey, 2010
- Epipastrina Rix & Harvey, 2010
- Eterosonycha Butler, 1932
- Guiniella Rix & Harvey, 2010
- Micropholcomma Crosby & Bishop, 1927
- Normplatnicka Rix & Harvey, 2010
- Olgania Hickman, 1979
- Patelliella Rix & Harvey, 2010
- Pua Forster, 1959
- Raveniella Rix & Harvey, 2010
- Rayforstia Rix & Harvey, 2010
- Taliniella Rix & Harvey, 2010
- Raveniella Rix & Harvey, 2010
- Teutoniella Brignoli, 1981
- Textricella Hickman, 1945
- Tricellina Forster & Platnick, 1989
- Tinytrella Rix & Harvey, 2010